# Стони Крик (Вирџинија)
Стони Крик (енгл. Stony Creek) град је у америчкој савезној држави Вирџинија. По попису становништва из 2010. у њему је живело 198 становника.

## Демографија
Према попису становништва из 2010. у граду је живело 198 становника, што је 4 (2,0%) становника мање него 2000. године.
| Група             | 2000.       | 2010.       |
| Белци             | 141 (69,8%) | 136 (68,7%) |
| Афроамериканци    | 59 (29,2%)  | 53 (26,8%)  |
| Азијати           | 2 (1,0%)    | 0 (0,0%)    |
| Хиспаноамериканци | 0 (0,0%)    | 6 (3,0%)    |
| Укупно            | 202         | 198         |